# Opowieść o dwóch miastach (film 1922)
Opowieść o dwóch miastach (ang. A Tale of Two Cities) – brytyjski film niemy z 1922 roku będący adaptacją utworu Karola Dickensa o tym samym tytule.

## Obsada
- Clive Brook jako Sydney Carton
- Ann Trevor jako Lucie Manette
- J. Fisher White jako doktor Alexandre Manette